# Denny Carmassi
Denny Carmassi je americký bubeník, který hrál s umělci jako Montrose, Sammy Hagar, Gamma, 38 Special, Heart, Stevie Nicks, Coverdale-Page, Whitesnake nebo David Coverdale.

## Diskografie
- Kim Carnes - Café Racers (1983)
- Cinderella - Long Cold Winter (1988)
- Coverdale-Page - Coverdale/Page (1993)
- David Coverdale - Into the light (2000)
- Mitchell Froom - Key of Cool (1984)
- Gamma - Gamma 1 (1979)
- Gamma - Gamma 2 (1980)
- Gamma - Gamma 3 (1982)
- Gamma - Gamma 4 (2000)
- Sammy Hagar - Musical Chairs (1977)
- Sammy Hagar - All Night Long (1978)
- Sammy Hagar - Marching to Mars (1997)
- Heart - Passionworks (1983)
- Heart - Heart (1985)
- Heart - Bad Animals (1987)
- Heart - Brigade (1990)
- Heart - Rock the House Live! (1991)
- Heart - Desire Walks On (1993)
- Russell Hitchcock - Russell Hitchcock (1988)
- Randy Meisner - Randy Meisner (1978)
- Randy Meisner - Randy Meisner (1982)
- Montrose - Montrose (1973)
- Montrose - Paper Money (1974)
- Montrose - Warner Brothers Presents... Montrose! (1975)
- Montrose - Jump On It (1976)
- Stevie Nicks - Rock a Little (1985)
- Randy Newman - Faust (1995)
- Ted Nugent - Spirit of the Wild (1995)
- St. Paradise - St. Paradise (1979)
- Al Stewart - Russians & Americans (1984)
- Sweet Linda Divine - Sweet Linda Divine (1970)
- Trip to Heaven - 707 (2000)
- Bruce Turgon - Outside Looking In (2006)
- Joe Walsh - The Confessor (1985)
- Whitesnake - Here I Go Again 87 - Radio-Edit Single (1987)
- Whitesnake - Restless Heart (1997)
- .38 Special - Strength in Numbers (1986)